# Afskeden
Afskeden er en dansk børnefilm fra 2017 instrueret af Svend Colding.

## Handling
Da en mand overværer et færdselsuheld, går det op for ham, at hans datter er med i en af bilerne. Det er alvorligt, og nu gælder det om at forsone sig og få sagt de rigtige ting til hinanden, før det er for sent.

## Medvirkende
- Søren Vejby, Far
- Laura Hancock, Datter